# Mendoza HM-3
El HM-3 es un subfusil de origen mexicano alimentado desde el pistolete con un cargador de balas 9 mm, al igual que el Uzi y el Star Modelo Z-84. Se llama HM-3 como relativo a Héctor Mendoza-3, creador del HM-3.

## Diseño
Este subfusil es fabricado por Productos Mendoza S.A. en México. Es un arma ligera de longitud reducida, gracias a su cerrojo cerrado envolvente que se extiende en gran parte alrededor del cañón. Tiene un seguro de presión en la parte trasera de la empuñadura para evitar disparos accidentales. La culata está diseñada de manera que se pueda plegar y desplegar fácilmente, proporcionando una empuñadura cuando ésta plegada. El selector de fuego está en el lado derecho del arma por encima del gatillo para poder ser accionado con la mano derecha sin soltar el arma así como otro de acción manual en la parte superior izquierda de este fácilmente accionable con el dedo pulgar. La culata se puede plegar o desplegar a la vez que se sujeta el arma con ambas manos a diferencia de los modelos anteriores de la misma arma. Es muy parecido al Uzi en la forma en que el cargador está situado en el pistolete. La alimentación se realiza mediante cargadores extraíbles con capacidad de 20 o 32 cartuchos con alerta de suministro, que se insertan en la empuñadura con una cadencia de fuego de 600 disparos por minuto.

## Variantes
- Mendoza HM-3 Fue el primer modelo de producción. Dispara a cerrojo abierto, tiene fuego selectivo y es capaz de disparar 600 disp/min en modo de ráfaga. Usa balas 9 × 19 mm Parabellum.[3]
- Mendoza HM-3-S Largo Versión de producción actual del HM-3 calibre 9 mm, comenzó a producirse poco después del HM-3. Cambió el cerrojo abierto por cerrojo cerrado, permitiendo una reducción en la longitud total de 29 mm.[5] En el año 2012 tuvo modificaciones estéticas en la culata, guardamanos, empuñadura y boca de cañón.[6]
- Mendoza HM-3-S Corto Versión corta del HM-3-S Largo calibre 9 mm. Comenzó a producirse poco después que la HM-3 y dispara a cerrojo cerrado.[7] En el año 2012 tuvo modificaciones estéticas en la culata, guardamanos, empuñadura y boca de cañón.[8]
- Mendoza Cobra 380 Variante calibre .380 ACP de la Mendoza HM-3-S producida desde el año 2012, es visualmente similar a la versión larga de la Mendoza HM-3-S.[9]
- Mendoza Bulldog 380 Versión recortada de la Mendoza Cobra también en calibre .380 ACP, es la variante más pequeña de todas y se comenzó a producir desde el año 2012.[10]

### Características
Se muestran las diferentes versiones.
| Arma                 | Munición   | Peso sin cargador    | Peso con cargador lleno | Longitud con culata plegada | Longitud con culata extendida | Longitud del cañón | Cargador          |
| -------------------- | ---------- | -------------------- | ----------------------- | --------------------------- | ----------------------------- | ------------------ | ----------------- |
| Mendoza HM-3         | 9 mm Luger | 2,700 g (5 lb 15 Oz) | 3,380 g (7 lb 7 Oz)     | 400 mm (15.75 in)           | 635 mm (25 in)                | 225 mm (8.9 in)    | 32 cartuchos      |
| Mendoza HM-3-S Largo | 9 mm Luger | 2,620 g (5 lb 12 Oz) | 3,300 g (7 lb 4 Oz)     | 400 mm (15.75 in)           | 606 mm (23.9 in)              | 255 mm (10 in)     | 20 o 32 cartuchos |
| Mendoza HM-3-S Corto | 9 mm Luger | 2,370 g (5 lb 4 Oz)  | 2,841 g (6 lb 4 Oz)     | 330 mm (13 in)              | 535 mm (21 in)                | 210 mm (8.2 in)    | 20 o 32 cartuchos |
| Mendoza Cobra 380    | .380 ACP   | 2,769 g (6 lb 2 Oz)  | 3,451 g (7 lb 10 Oz)    | 400 mm (15.75 in)           | 606 mm (23.9 in)              | 255 mm (10 in)     | 20 o 32 cartuchos |
| Mendoza Bulldog 380  | .380 ACP   | 2,352 g (5 lb 9 Oz)  | 2,827 g (6 lb 4 Oz)     | 275 mm (10.8 in)            | 490 mm (19.2 in)              | 153 mm (6 in)      | 20 o 32 cartuchos |